# Eje longitudinal PE-1
En el Perú, la Ruta 001 o Eje longitudinal PE-1 o Longitudinal de la Costa, es uno de los tres ejes que forma parte de la red longitudinal de Red Vial Nacional del Perú, recorre la costa.
Forma parte  de la Carretera Panamericana y es totalmente asfaltada, apreciándose paisajes desérticos y algunos tramos muy cerca de la orilla del mar. Une los departamentos de Tumbes, Piura, Lambayeque, La Libertad, Áncash, Lima, Ica, Arequipa, Moquegua y Tacna desde el nuevo Puente Internacional de La Paz (frontera con Ecuador) con La Concordia (frontera con Chile).
El tramo norte se denomina PE-1N o Panamericana Norte y está compuesto de 1.141,30 km; hacia el sur PE-1S, Panamericana Sur, está compuesta de 1.234.52 km.  El "km 0" de la Panamericana y aquel de la Carretera Central del Perú o PE-22, se encuentra en el denominado Intercambio Vial de Santa Anita.

## Recorrido

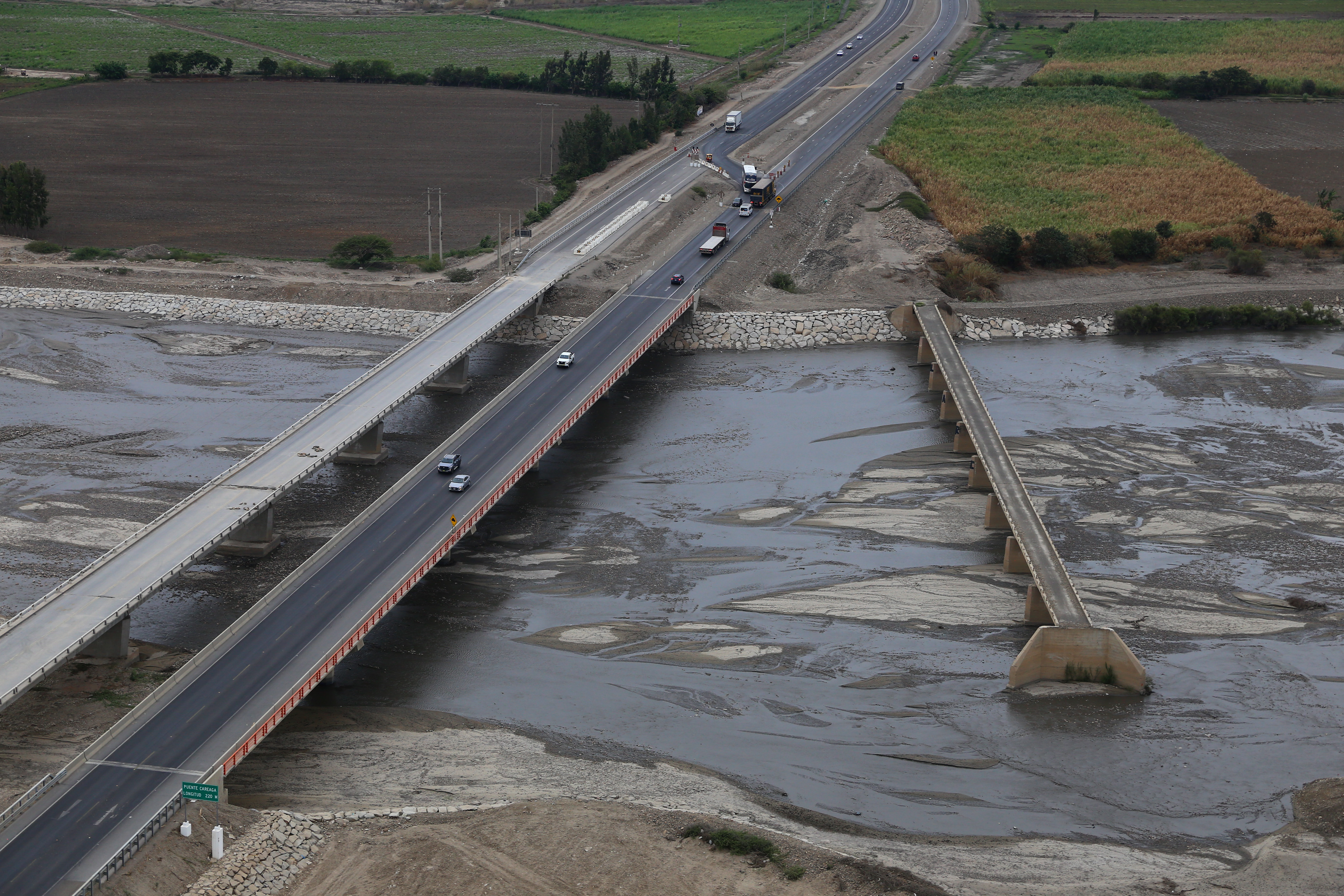
Carretera Panamericana Norte cruzando el río Chicama.

### Tramos continuos con doble calzada (de sur a norte)
- Intercambio vial de San Andrés de Pisco - Desvío a Puente Huarmey (incluye todo el paso por Lima Metropolitana)
- Salida norte de Huarmey - Entrada sur de Casma
- Desvío a Puerto Casma - Entrada sur de Chao
- Salida norte de Chao - Entrada sur de San José
- Peaje de Virú - Óvalo Haya de la Torre
- Óvalo Papa Francisco (Huanchaco) - Óvalo norte de Chicama
- Centro Poblado Careaga - Óvalo sur de Paiján
- Panamericana Norte desde el km 639 (CP La Arenita) hasta el km 660 (cruce Mina de Carbón Cupisnique)
- Panamericana Norte desde el km 731 (CP Kawachi) hasta el km 741 (control SENASA Mocupe)
- Salida norte de Nuevo Mocupe hasta Panamericana Norte km 765
- Óvalo de Chiclayo Sur - Puente Lambayeque
- Intercambio vial de Piura Sur - Óvalo Las Capullanas (Sullana)

## Variantes
Entre Aucallama y Ancón, hay dos variantes, por abajo, el "Serpentín de Pasamayo", y, por arriba, la variante. El serpentín pasa serpenteando por los cerros frente al mar, por esta van los vehículos pesados. La segunda pasa cerca de las Lomas de Ancón. Ambos recorridos duran 20 minutos.
En la provincia de Palpa (Región Ica), entre el Santa Cruz y Río Grande, existía un tramo de unos 10 km, que tenía dos túneles y tenía una curva peligrosa frente a un precipicio, en los Caminos del Inca (carrera). La mayoría de los accidentes ocurrían aquí, era escenario de derrumbes y de mala señalización; esta era el tramo más peligroso de la Ruta S-01 después de Camaná. Incluso existe hasta ahora una capilla donde los autos y buses paran a orar antes de recorrer el difícil tramo. Por el año 1995, se construyó "La Variante" una nueva carretera de unos 25 km más segura. Todo el tránsito va por la nueva vía y algunos vehículos livianos ahorran tiempo yendo por la vía clausurada.

## Rutas
- PE-1N: Intercambio vial Santa Anita (Vía de Evitamiento)-Puente Internacional de La Paz (frontera con Ecuador)
- PE-1N A (variante): Intercambio vial Ancón-Chacra y Mar
- PE-1N B (ramal): Ovalo Chancay-Huaral (avenida La Estación)
- PE-1N D (variante): Desvío Puerto Chancay-Desvío Ovalo Río Seco
- PE-1N E (ramal): Huaura-Desvío Sayán
- PE-1N F: Chicama-Chilete
- PE-1N G (ramal): Desvío Santa María de Tecapa-Desvío Tembladera
- PE-1N I: Nuevo Mocupe-Bolívar
- PE-1N J (variante): Desvío Mochumí-desvío Catacaos
- PE-1N K (ramal): Desvío Catacaos-desvío Bayovar
- PE-1N L (ramal): Desvío puente Macará-puente Macará (frontera con Ecuador)
- PE-1N M (variante): Desvío Surpampa-desvío puente Macará
- PE-1N N (ramal): Marcavelica-El Alamor (frontera con Ecuador)
- PE-1N Ñ (variante): Desvío San Pedro de los Incas-Aeropuerto
- PE-1N O (ramal): Ovalo Zarumilla-Puente Internacional Aguas Verdes (frontera con Ecuador)
- PE-1N Q (variante): Desvío Chimbote-Santa
- PE-1N R: Desvío Tambogrande-Curilcas
- PE-1N S: El Cincuenta-Chulucanas
- PE-1N T: Sajino-Socchabamba
- PE-1S: Intercambio vial Santa Anita (Vía de Evitamiento)-La Concordia (frontera con Chile)
- PE-1S B (ramal): Tupac Amaru-intercambio vial Pisco
- PE-1S C (variante): Puente Los Maestros-Huaytará
- PE-1S D (variante): Desvío Quilca-desvío Costanera
- PE-1S E (variante): Desvío Chincha Alta-empalme PE-1S
- PE-1S F (ramal): Empalme PE-1S-desvío Paracas
- PE-1S G (variante): Desvío Pisco (empalme PE-1S F)-desvío Pisco (empalme PE-1S F)
- PE-1S H (variante): Empalme PE-1S G-San Andrés
- PE-1S J (ramal): Empalme PE-1S-empalme PE-1S D

## Departamentos que recorre
- Tumbes
- Piura
- Lambayeque
- La Libertad
- Áncash
- Lima
- Ica
- Arequipa
- Moquegua
- Tacna

## Concesiones viales
La panamericana lleva a cabo proyectos viales que a través de concesiones, ejecutan el proyecto del mejoramiento y ampliación de calzada de dicha vía. Exceptuando a los tramos de Aguas Verdes - Sullana e Ica - Dv Nazca; Dv San Juan de Marcona - Dv. Quilca.

### Concesiones de la Panamericana
Tramo Panamericana Norte
- Concesionaria Vial del Sol (COVISOL): Tramo Trujillo - Sullana.
- Concesión Autopista del Norte (AUNOR): Tramo Pativilca - Trujillo.
- Concesión Norvial: Tramo Ancón - Pativilca.
- Tramo Panamericana sur
- Concesionaria Vial del Perú (COVIPERÚ): Tramo Puente Pucusana - Ica.
- Concesionaria Peruana de Vías (COVINCA): Tramos Dv. Quilca - Dv. La Repartición; Dv. Matarani - Dv Moquegua; Dv Ilo - Tacna - La Concordia.

### Concesiones de la Interoceánica
En algunos casos, también empalman la ruta Interoceánica con la Panamericana que les permite conectar el Océano Pacífico con el Océano Atlántico.
- Concesión IIRSA Norte (Variante de Piura)
- Concesión Survial: Tramo I IIRSA Sur: Dv. Nazca - Dv. San Juan de Marcona.
- Concesionaria Vial del Sur (COVISUR): Tramo V IIRSA Sur: Dv. La Repartición - Dv. Matarani y Dv. Moquegua - Dv. Ilo.